# صموئيل جوردن كيركوود
وهو سياسي أمريكي ينتمي إلى الحزب الجمهوري ولد صموئيل جوردن كيركوود في 20 كانون الأول من سنة 1813 في ولاية ماريلاند الأمريكية كيركوود انتقل إلى ولاية أوهايو في عام 1835 انه عمل مدرسا حتى 1840 درس القانون وبدأ حياته المهنية في عام 1843 كمحام في مانسفيلد في عام 1855 انتقل كيركورد إلى ولاية آيوا شغل كيركورد منصب حاكم ولاية آيوا مرتين المرة الأولى كانت ما بين عامي 1860 إلى عام 1864 والمرة الثانية من عام 1876 إلى عام 1977 كما خدم كيركورد في مجلس الشيوخ الأمريكي مرتين المرة الأولى كانت من عام 1866 إلى عام 1867 والمرة الثانية كانت من عام 1877 إلى عام 1881 شغل كيركورد كذلك منصب وزير داخلية الولايات المتحدة ما بين عامي 1881 إلى عام 1882 توفي صموئيل جوردن كيركوود في 1 أيلول من سنة 1894 في ولاية آيوا.